# Świerzawa
Świerzawa [ɕfjɛ’ʐava] (deutsch: Schönau an der Katzbach, abgekürzt amtlich Schönau a./Katzbach) ist eine Stadt in der Stadt und Landgemeinde Świerzawa mit 7484 Einwohnern (Stand 31. Dezember 2020) in der Woiwodschaft Niederschlesien in Polen. Sie gehört der Euroregion Neiße an.

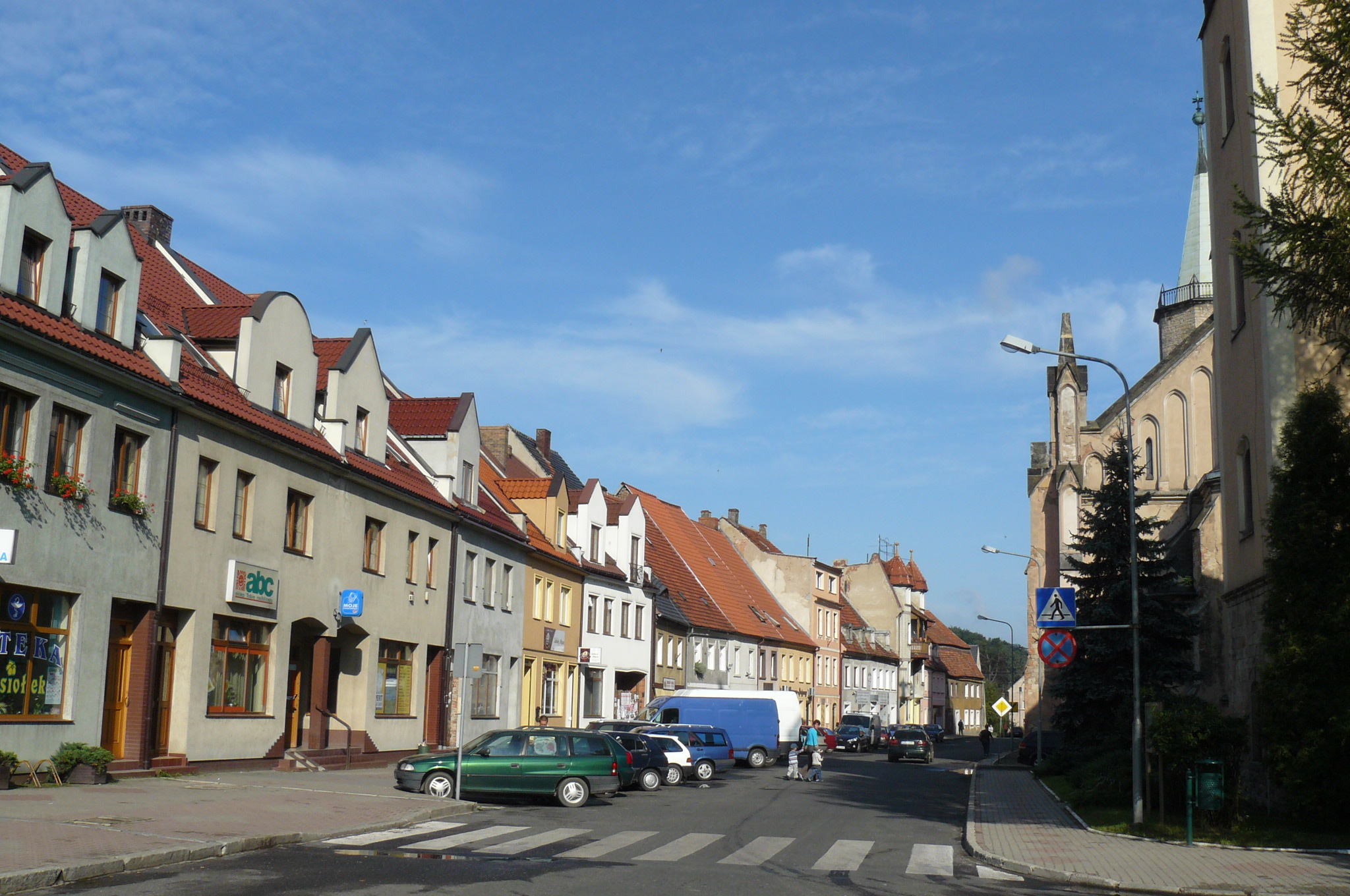
Straßenzug am Marktplatz

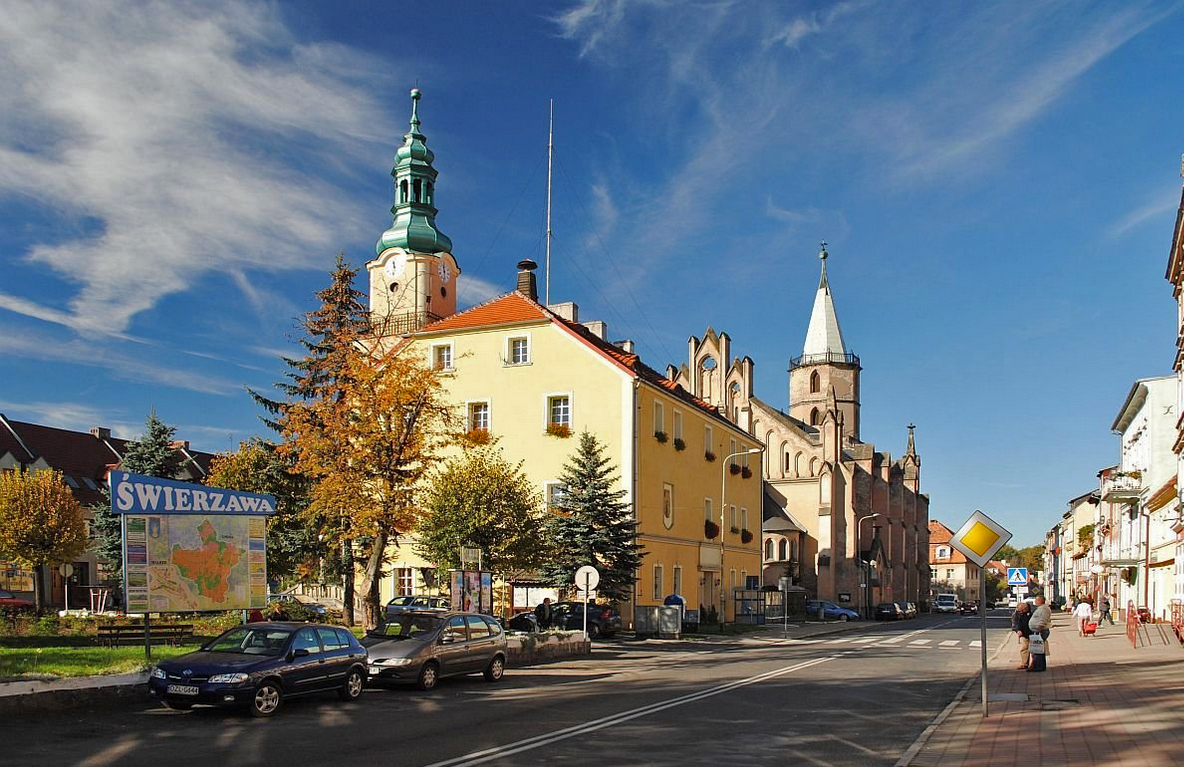
Rathaus

## Geographische Lage
Die Stadt liegt zwölf Kilometer südlich von Złotoryja (Goldberg) an der Mündung des Steinbaches in die Katzbach (Kaczawa). Nahe der Stadt liegt die Siegfriedshöhe.

## Geschichte

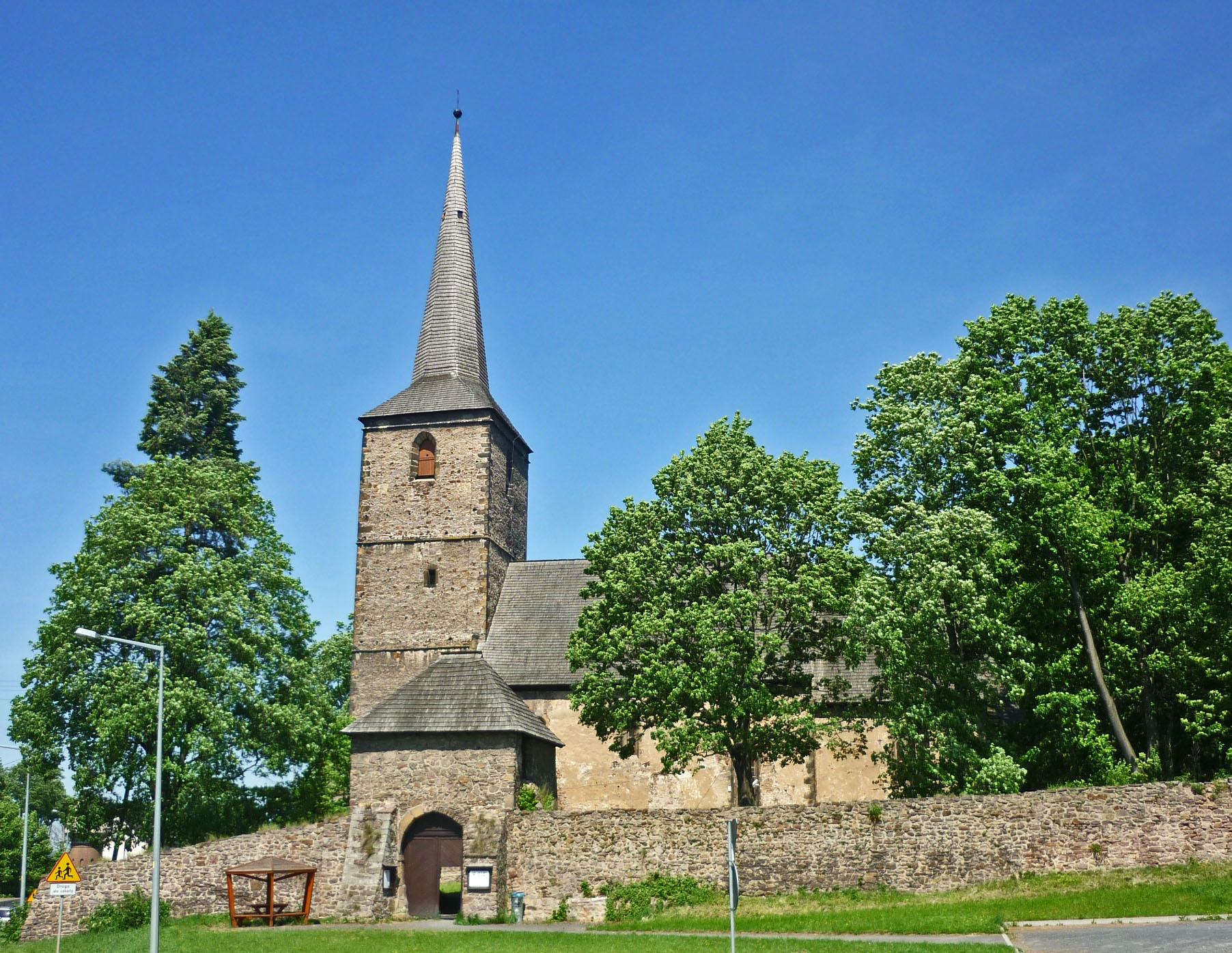
Friedhofskirche

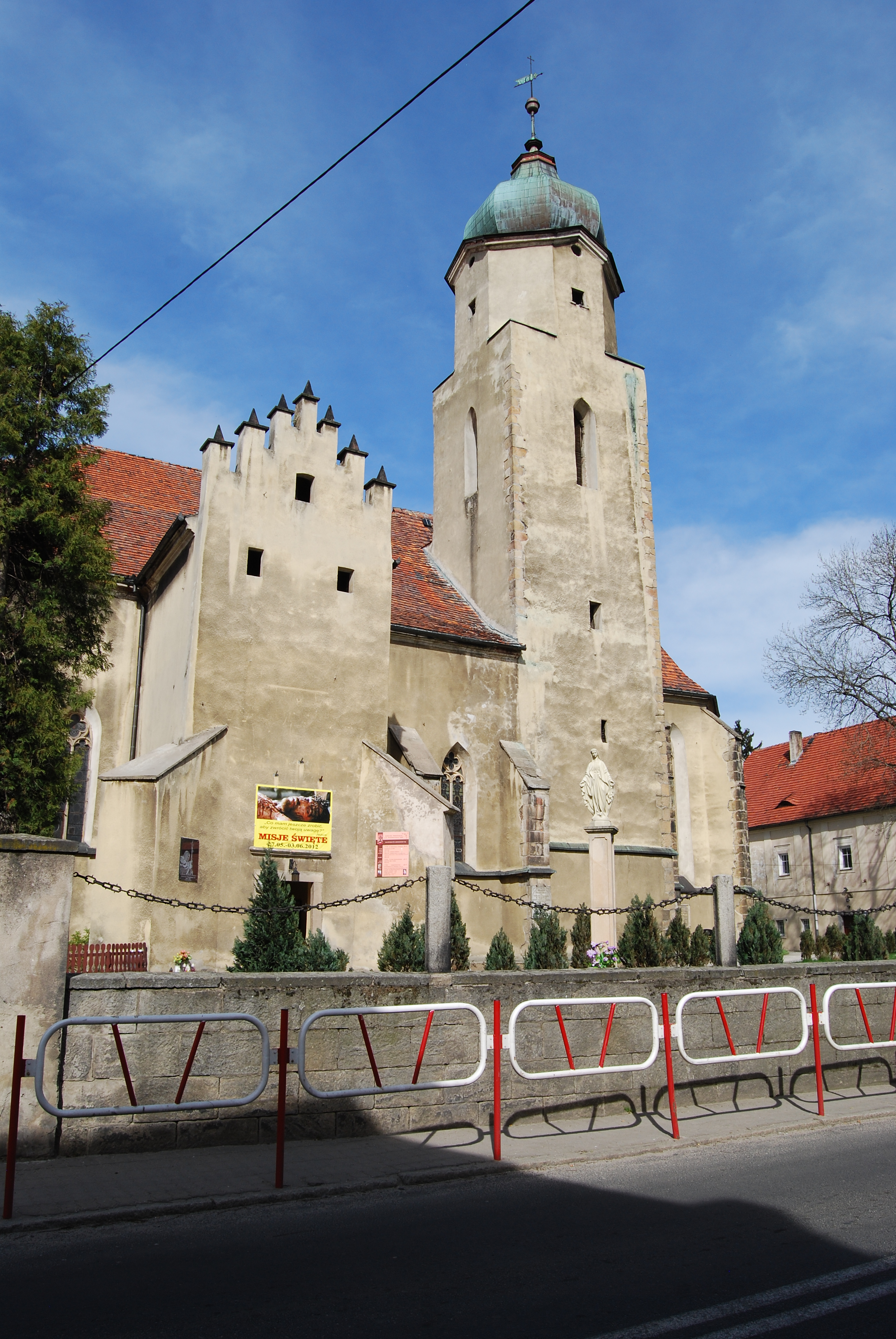
Mariä-Himmelfahrt-Kirche

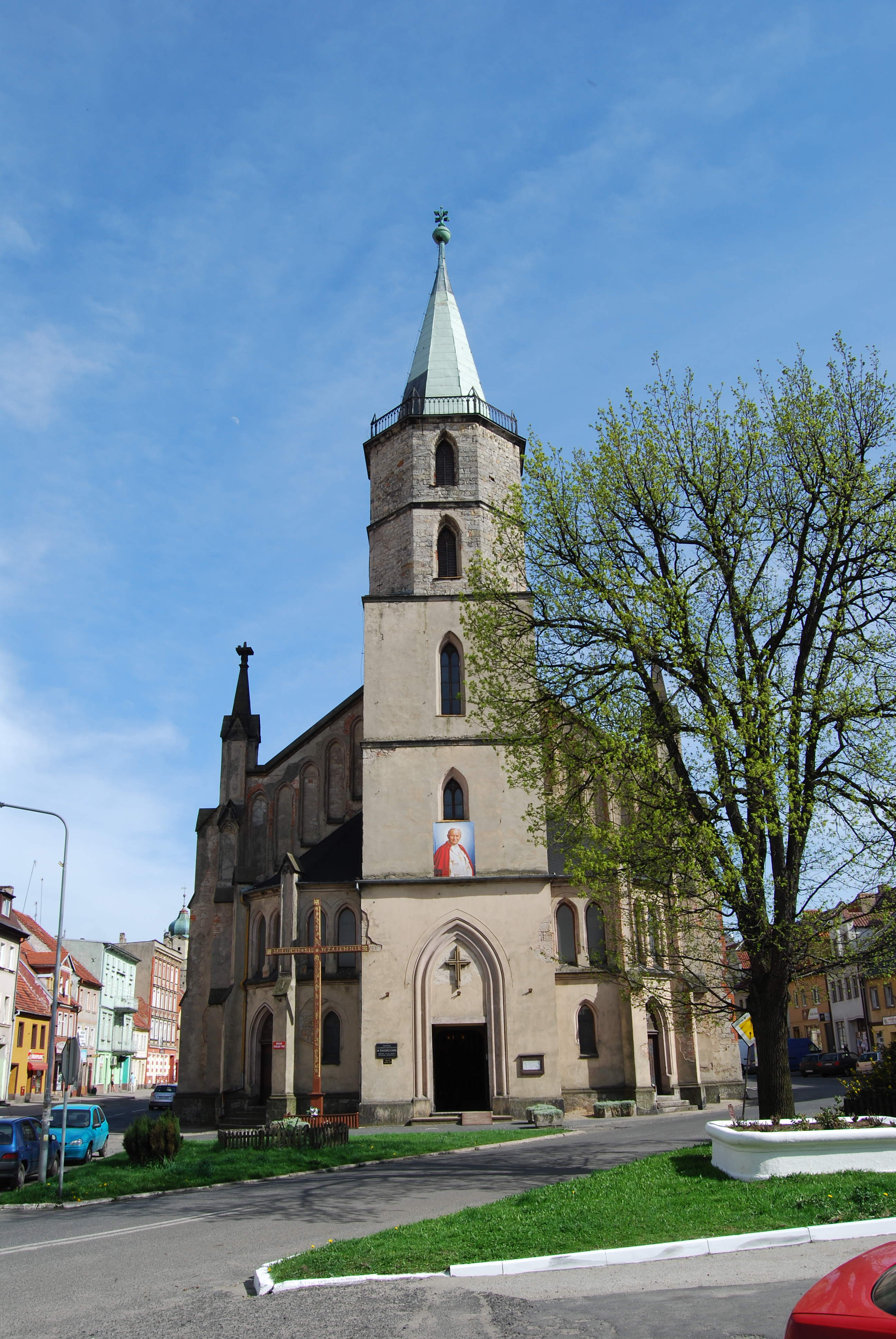
Josephskirche

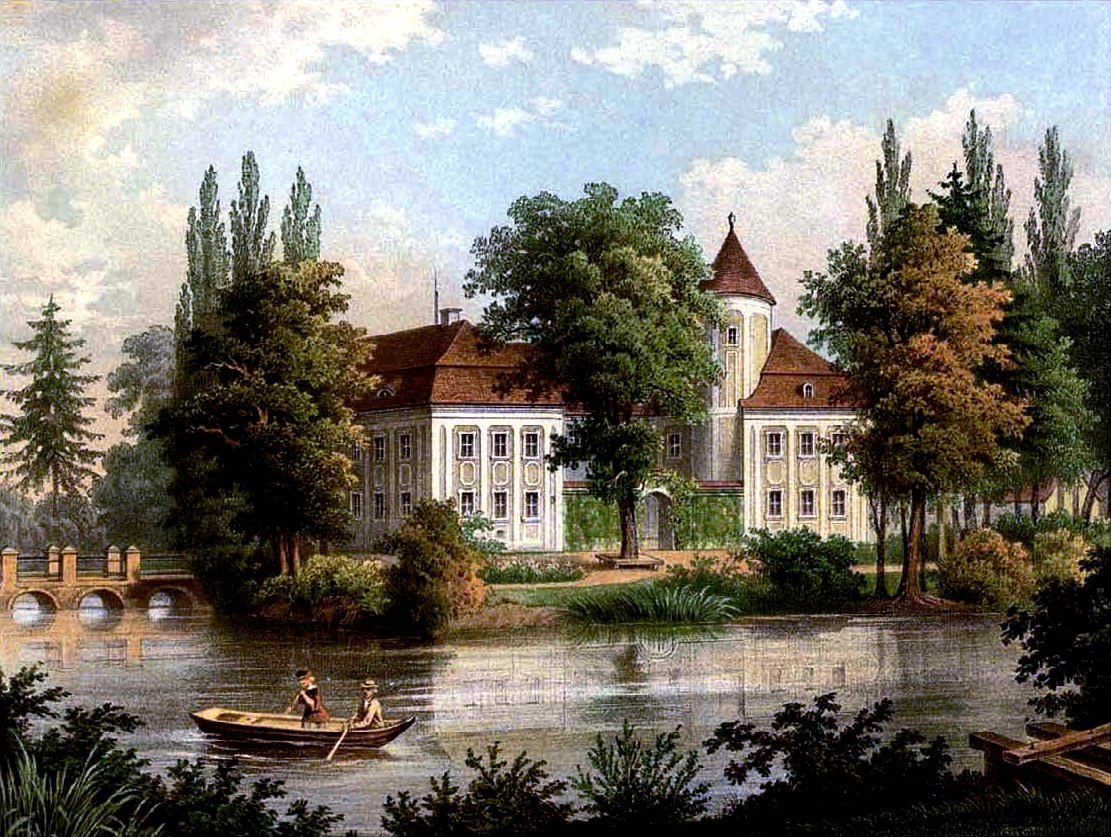
Schloss Schönau, Sammlung Alexander Duncker

Über die Entstehung des Ortes Schönau bestehen widersprüchliche Darstellungen. Zum einen berichten alte Chroniken von einer Gründung im Jahre 1159 und einer slawischen Vorgängersiedlung. Eine erste Erwähnung von „Sonowe“ findet sich in einer Bestätigungsurkunde aus dem Jahre 1268, die jedoch das südöstlich gelegene Dorf Alt Schönau betrifft und Anlass zu der Vermutung gibt, dass die Stadt zu diesem Zeitpunkt noch nicht bestand. Für den frühen Gründungszeitpunkt während der Besiedlung der Wälder im Süden und Westen von Goldberg durch die Herzöge des Herzogtums Liegnitz spricht die Form der Stadt, die stark an ein langgestrecktes Straßendorf mit Dorfanger erinnert.
Ebenso unbestätigt bleibt die andere, früher weit verbreitete Ansicht, dass Herzog Bolko I. von Löwenberg-Jauer die Stadt erst 1296 gegründet habe, um nach der 1278 erfolgten Teilung des Herzogtums Liegnitz für seine Dörfer im oberen Tal der Katzbach, die zuvor zum Goldberger Weichbild gehörten, ein neues Zentrum zu schaffen. Dem widerspricht auch, dass Bolko I. schon 1295 in „Scenowe“ eine Beurkundung vornahm.
Nachweislich war Schönau seit dem Ende des 13. Jahrhunderts Zentrum eines Weichbildes und ist 1321 urkundlich als Stadt genannt worden. Die Stadt besaß außer zwei Stadttoren, dem Hirschberger und dem Neustädter Tor, keine Stadtbefestigungsanlagen. Von 1381 bis 1382 entstand auf dem Ring die Mariä Himmelfahrt Kirche als Filialkirche von St. Johannis. Zu Beginn des 15. Jahrhunderts wurde die Stadtkirche auch zur Pfarrkirche erhoben. Danach diente die spätromanische Wehrkirche auf einem Hügel zwischen Schönau und Röversdorf der Stadt nur noch als Friedhofskirche.
Im Jahre 1534 erwarb die Stadt die Erbvogtei, die seit 1321 im Besitz der Familien Titze und Zedlitz war, von Otto von Zedlitz. 1608 zerstörte ein Feuer große Teile der Stadt, darunter auch das Rathaus. Dabei gingen sämtliche städtischen Dokumente und Urkunden verloren. In den nachfolgenden Jahren blieb Schönau zumeist im Schatten von Goldberg und Hirschberg, die Schönauer Bürger lebten vom Ackerbau und dem Handwerk.
1818 wurde Schönau im Zuge der Kreisreform zusammen mit Bolkenhain zum Sitz eines Landkreises erhoben. 1896 wurde die Stadt mit der Verbindung von Goldberg über Schönau nach Merzdorf an das Eisenbahnnetz angeschlossen. Am Anfang des 20. Jahrhunderts hatte Schönau eine neue evangelische Kirche, eine katholische Kirche und ein Amtsgericht. Um 1930 gab es in Schönau a. d. Katzbach zwei Hotels, fünf Gasthäuser und Restaurants, neun Gemischtwarenhändler, eine Reihe von Handwerksbetrieben, Lieferanten und Dienstleistern sowie eine Filiale der Kreissparkasse Goldberg i. Schles. und eine Niederlassung der Sparkasse Schönau.
1932 verlor die Stadt durch die Zusammenlegung der Landkreise Schönau und Goldberg-Haynau zum Landkreis Goldberg den Kreissitz. 1945 gehörte Schönau zum Landkreis Goldberg im Regierungsbezirk Liegnitz der preußischen Provinz Niederschlesien des Deutschen Reichs.
Als Folge des Zweiten Weltkriegs fiel Schönau mit dem größten Teil Schlesiens an Polen. Die Polen entzogen Schönau das Stadtrecht und nannten es 1945–1948 Szonów, danach Świerzawa. Die einheimische Bevölkerung wurde, soweit sie nicht schon vorher geflohen war, 1946 von der örtlichen polnischen Verwaltungsbehörde aus Schönau vertrieben. Die neu angesiedelten Bewohner waren teilweise Zwangsumgesiedelte aus Ostpolen, das an die Sowjetunion gefallen war.
Seit 1957 hat Świerzawa den Rang einer stadtartigen Siedlung.

## Gemeinde
Zur Stadt und Landgemeinde Świerzawa mit einer Fläche von 157,7 km² gehören die Stadt selbst und elf Dörfer mit Schulzenämtern.

## Sehenswürdigkeiten
- Rathaus, 1810 anstelle eines älteren Gebäudes errichtet
- Katholische Mariä-Himmelfahrt-Kirche aus dem 14. bis 16. und 19. Jahrhundert
- Katholische Josephskirche, bis 1945 evangelische Pfarrkirche, erbaut 1748 und 1844
- Katholische Friedhofskirche des hl. Johann der Täufer und der hl. Katharina aus dem 13. und 16. Jahrhundert

## Partnerschaft
- Kottmar, Deutschland

## Einwohnerentwicklung
| Jahr | Einwohner | Anmerkungen |
| ---- | --------- | --- |
| 1803 | 0869      | [ 3 ] |
| 1810 | 0769      | [ 3 ] |
| 1816 | 0863      | davon 757 Evangelische, 103 Katholiken und drei Juden |
| 1818 | 0942      | Kreisstadt mit drei Mutterkirchen |
| 1821 | 0898      | in 158 Privatwohnhäusern |
| 1825 | 1012      | darunter 158 Katholiken und fünf Juden |
| 1840 | 1092      | darunter 931 Evangelische, 158 Katholiken und drei Juden |
| 1852 | 1294      | [ 7 ] |
| 1867 | 1352      | am 3. Dezember |
| 1871 | 1335      | am 1. Dezember; davon 1070 Evangelische, 269 Katholiken sechs Juden |
| 1905 | 1706      | am 1. Dezember; darunter 1358 Evangelische (sämtlich mit deutscher Muttersprache) und 335 Katholiken (328 mit deutscher Muttersprache, sechs mit polnischer Muttersprache, ein Katholik spricht eine andere Sprache), zwei andere Christen und elf Juden |
| 1910 | 1743      | am 1. Dezember |
| 1933 | 1748      | [ 11 ] |
| 1939 | 1912      | [ 11 ] |

## Persönlichkeiten
- Wilhelm von Zedlitz-Neukirch (1811–1880), Gutsbesitzer und Politiker
- Karl Christian Eduard Hiersemenzel (1825–1869), Jurist
- Fritz Kühne (1883–1972), Generalleutnant
- Walther Bolz (1901–1970), Veterinärchirurg
- Elisabeth Volkenrath (1919–1945), Oberaufseherin im KZ Auschwitz
- Eberhard Heinrich (1926–2019), Politiker und Vorsitzender der Journalistenverbandes des DDR.